# 戴维·西蒙斯
戴维·西蒙斯（英語：David Simmons，1955年10月6日—），新西兰男子赛艇运动员。他曾代表新西兰参加世界赛艇锦标赛，获得二枚铜牌。他也曾参加1976年夏季奥林匹克运动会。